# Bundesverband Briefdienste
Der Wirtschaftsverband Bundesverband Briefdienste (BBD) (ehemals Arbeitgeberverband neue Brief und Zustelldienste (AGV NBZ)) ist ein Zusammenschluss von Mitbewerbern der Deutschen Post DHL AG.
Präsident ist Walther Otremba.
Der AGV NBZ wurde am 11. September 2007 als Arbeitgeberverband von den privaten Postdienstleistern gegründet, nachdem die Postgewerkschaft ver.di mit dem von der Deutschen Post AG dominierten Arbeitgeberverband Postdienste einen Tarifvertrag über einen Mindestlohn von 8,00 bis 9,80 Euro je Stunde abgeschlossen hatte. Die Postdienstleister werfen dem AGV Postdienste vor, dass dieser von der Deutschen Post AG beherrscht sei und diese durch einen überhöhten Mindestlohn lästige Konkurrenz ausschalten wolle.
Im BBD sind neben lokalen und regionalen Postdienstleistern auch die großen Postdienstleister PIN Group, Postcon und Citipost organisiert.
Nachdem sich die schwarz-rote Bundesregierung am 4. Dezember 2007 auf einen faktischen Mindestlohn im Postgewerbe nach dem Arbeitnehmer-Entsendegesetz geeinigt hat, wurde dieses vom AGV NBZ heftig kritisiert und es wurden Massenentlassungen von Briefzustellern angekündigt.
Der AGV NBZ und die Gewerkschaft der Neuen Brief- und Zustelldienste (GNBZ) haben am 18. Dezember 2007 einen Antrag auf Allgemeinverbindlichkeit eines Tarifvertrages für Mehrwertbriefdienste an das Bundesministerium für Arbeit gestellt. Der Tarifvertrag für Mehrwertbriefdienste beinhaltet einen Mindestlohn mit Wirkung vom 1. Januar 2008 in Höhe von 6,50 € in Ostdeutschland und 7,50 € je Stunde in Westdeutschland und Berlin.
Dazu kam es nicht, da der Tarifvertrag nichtig ist: Das Landesarbeitsgericht Köln hat mit Beschluss vom 20. Mai 2009 festgestellt, dass die GNBZ nicht tariffähig ist.
Anfang 2011 hat sich der Arbeitgeberverband neue Brief und Zustelldienste in den heutigen Namen umbenannt.